# زوهار اشتراوس

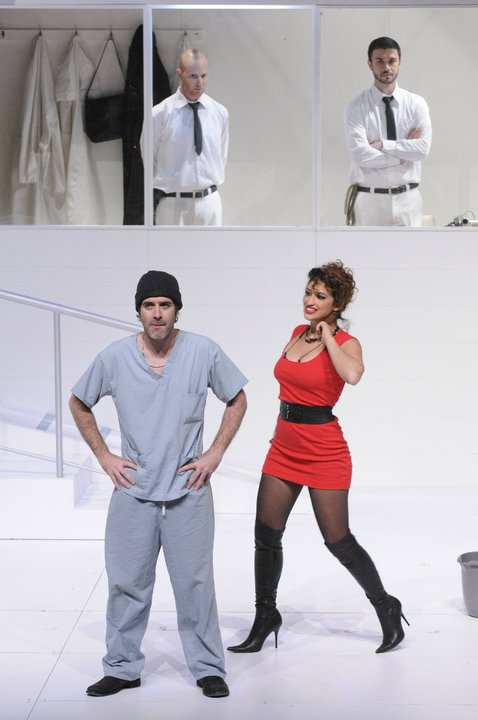
اشتراوس (نفر جلو، چپ) در نقش McMurphy در One Flew Over the Cuckoo's Nest, ۲۰۱۲.

زوهار زلمان اشتراوس (زادهٔ ۴ مارس ۱۹۷۲ در حیفا) بازیگر سینما، تلویزیون و تئاتر اهل کشور اسرائیل است. وی تاکنون به خاطر نقش‌هایی که بازی کرده جوایزه فراوانی کسب کرده است. او در سال ۲۰۰۹ به خاطر بازی در فیلم چشمانی کاملاً باز برنده جایزه بهترین بازیگر مرد در جشنواره فیلم اورشلیم شد.

## فیلم‌شناسی
- Beaufort - ۲۰۰۷
- چشمانی کاملاً باز - ۲۰۰۹
- لبنان - ۲۰۰۹
- دیوارها - ۲۰۰۹